# Palaeophileurus sclateri
Palaeophileurus sclateri är en skalbaggsart som beskrevs av Bates 1887. Palaeophileurus sclateri ingår i släktet Palaeophileurus och familjen Dynastidae. Inga underarter finns listade i Catalogue of Life.